# Друмче
Друмче (болг. Друмче) — село в Болгарии. Находится в Кырджалийской области, входит в общину Момчилград. Население составляет 27 человек.

## Политическая ситуация
В местном кметстве Пиявец, в состав которого входит Друмче, должность кмета (старосты) исполняет Шюкри Аптулазис Али (Движение за права и свободы (ДПС)) по результатам выборов.
Кмет (мэр) общины Момчилград — Ердинч Исмаил Хайрула (Движение за права и свободы (ДПС)) по результатам выборов.